# 矢野良子 (歌手)
矢野 良子（やの りょうこ、本名：矢野 登志子、 1960年1月9日 - ）は、日本の元アイドル歌手。京都府京都市出身。身長163cm、B82、W59、H85。

## 経歴
きょうだいは妹と弟がいる。高校のときから歌手に憧れ「スター誕生!」に自身でせっせとハガキを送ったが返事はなかった。諦めて呉服店に就職し勤務していたところ通知が来たが「年で落とされるだろう」と思っていたら合格したため仕事を退職。「スター誕生!」第32回決選大会で合格、同番組出身者では66人目の歌手としてデビューが決まる。1981年3月21日、RCAレコードから「ちょっと好奇心」で念願の歌手デビューを果たした。同曲は歌の途中で電話のセリフが入る珍しい楽曲である。デビュー当時のキャッチフレーズは「’81もっともニートな女の子」。1982年までに、シングルレコードを4作リリース。
京都の明徳商業高校卒業でソフトボール部出身。デビュー当時は漫才ブームで絶好調だった今いくよ・くるよの後輩であるとよく話していた。　
デビュー間もなくにNTV紅白歌のベストテンに出演し「ちょっと好奇心」を歌唱。同番組の最終回であり、司会の堺正章からは「最終回にして初出場」と紹介されていた。

## 音楽
シングル
1. 「ちょっと好奇心／Stay」（1981年3月21日）
2. 「はらはらサマータイム／突然ですが」（1981年6月21日）
3. 「ダウンタウンでつかまえて／朝の口紅」（1981年9月21日）
4. 「リリカルなさよなら／モノクローム」（1982年2月21日）

アルバム
1. V.A.『スター誕生 コレクション VOL.2』（VAP、CD：VPCB-84407、1994年10月1日）
9. ちょっと好奇心
2. V.A.『20世紀BEST IDOL COLLECTION 80's～90's』（BMGメディアジャパン、CD：BVCK-37992、1999年11月3日）
2．はらはらサマータイム
3. V.A.『おしえてアイドル 80'sアイドル・コレクション BMGファンハウス編 飛んで火にいる恋の虫』（P-VINE、CD：PCD-1376、2001年2月10日）
14． 朝の口紅
4. V.A.『アイドルミラクルバイブルシリーズ 80～83 Girls 中川みどり・矢野良子・沢田純・高野サヨ子・水谷圭』（SONY、CD：DYCL-267、2011年1月11日）※全曲CD化。
7. ちょっと好奇心
8. STAY
9. はらはらサマータイム
10. 突然ですが
11. ダウンタウンでつかまえて
12. 朝の口紅
13. リリカルなさよなら
14. モノクローム